# Le Vieux-Moulin (Vernon)
Pour les articles homonymes, voir Vieux-Moulin.
Le Vieux Moulin est un ancien moulin à eau, devenu emblématique de la ville de Vernon dans l'Eure, en bordure de la rive droite de la Seine.

## Historique
Situé non loin du château des Tourelles, ce monument est recensé à l'inventaire général du patrimoine culturel (IGPC) , le site (vieux moulin, île du Talus, ancien pont de Vernonnet…) formant un  Site classé (1943).
Le vieux moulin est le dernier témoin des moulins ayant existé à cet endroit. Devenu simple maison à colombages, il est construit vers le XVIe siècle, à cheval sur deux des piles du pont médiéval du XIIe siècle qui, en traversant la Seine à hauteur de l'île du Talus sur laquelle il prenait appui, reliait la commune de Vernonnet à celle de Vernon (rattachement de la première à la seconde en 1804).
Entre 1925 et 1930, le Vieux Moulin appartenait à un compositeur de revues, Jean Nouguès, qui aménagea un dancing sur une péniche amarrée à proximité. Cette péniche coula le 6 février 1927. En 1930, il le vendit à un Américain, William Griffin. À la suite de la mort du propriétaire en 1947, la ville entreprend sa rénovation en raison des nombreux dommages causés lors des opérations militaires de la Seconde Guerre mondiale.

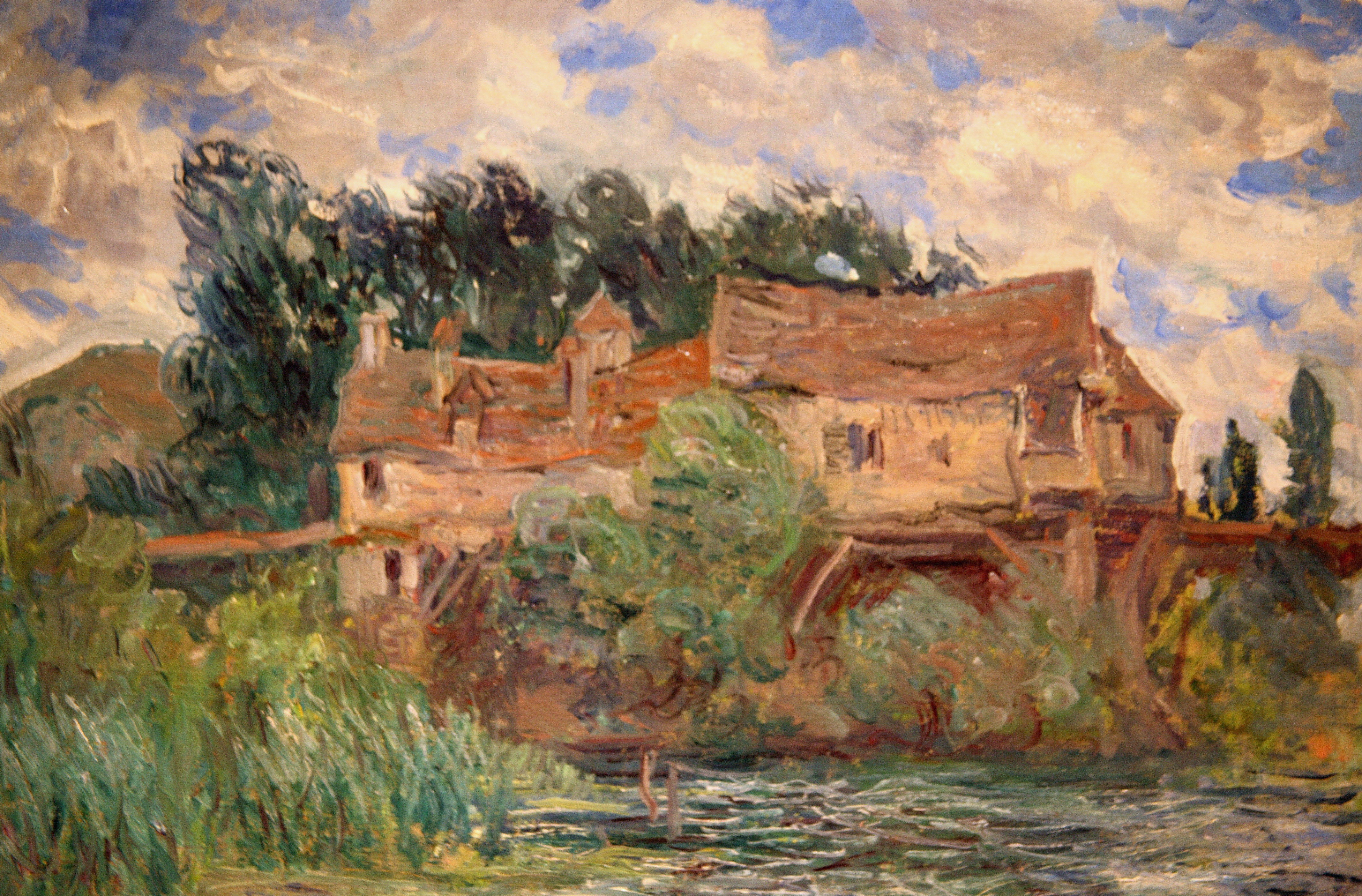
Maisons sur le vieux pont à Vernon, huile sur toile, Musée d'Art de La Nouvelle-Orléans.

Aujourd'hui, il s'agit d'une des rares bâtisses sur un pont en France. Deux versions de flamme postale en ont été éditées, l'une en 1979 et l'autre en 1997.
Le site a notamment servi de décor au peintre Claude Monet (toile de 1883) ainsi qu'au tournage [réf. nécessaire] d'un film de 1962, Les Mystères de Paris, avec Jean Marais.

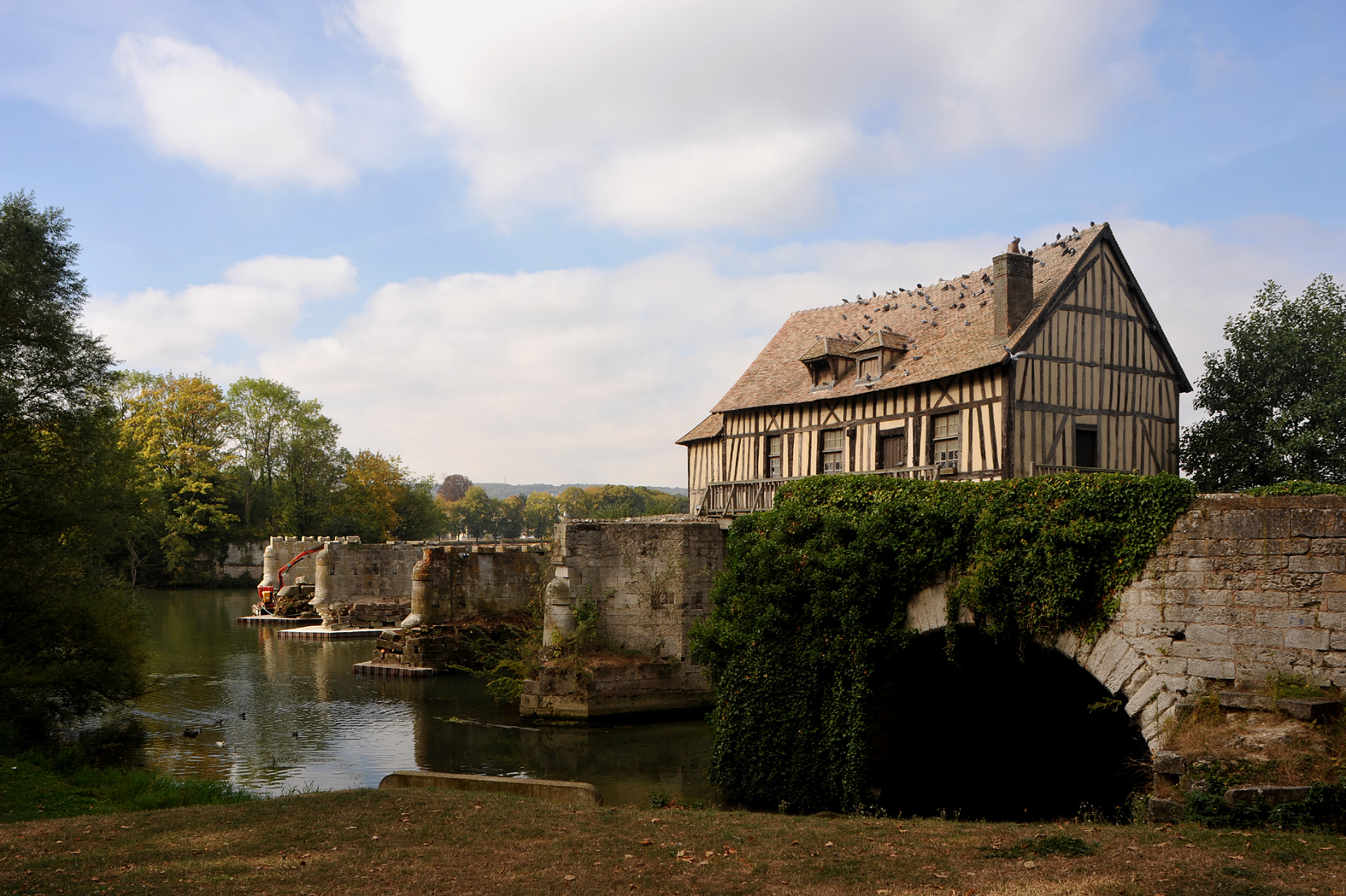
Le Vieux Moulin, vu de la berge, l'arche orpheline,
les quatre piles et l'île du Talus en arrière-plan.

En 2017, la mise en lumière de l'édifice  a été récompensée par le premier prix du 29e concours Lumières.